# Jan Satorie (1887–1949)
Jan Satorie (13. května 1887 Hostovlice – 30. dubna 1949 Ostrava) byl český vojenský důstojník, účastník první světové války, příslušník československých legií, aktivní člen odbojového hnutí Obrana národa.

## Život

### Před první světovou válkou
Narodil se v Hostovlicích u Čáslavi, po absolvování obchodní akademie v Praze nastoupil v letech 1908–1909 jako dobrovolník prezenční službu k 45. pěšímu pluku Arcivévody Josefa Ferdinanda. Po skončení služby byl přijat na místo úředníka v Živnostenské bance v Terstu. Před vypuknutím první světové války se zúčastnil několika vojenských cvičení, při kterých byl několikrát povýšen. V roce 1913 byl povýšen na podporučíka a v roce 1914 na poručíka.

### První světová válka
Po vyhlášení první světové války opět narukoval k 45. pěšímu pluku. Spolu s plukem byl jako velitel zásobovacího oddílu poslán na východní ruskou frontu. V průběhu bojů na východní frontě byl povýšen do hodnosti nadporučíka.
28. června 1916 padl u vesnice Bukovice do zajetí.
5. srpna 1916 se přihlásil v Caricynu do československých legií. 1. září 1917 byl zařazen jako vojín k 5. střeleckému pluku. Po absolvování důstojnického kurzu byl v hodnosti nadporučíka odeslán v říjnu do Francie a 14. listopadu.1917 byl zařazen do československých legií ve Francii.
Po nástupu na frontu v lednu 1918 byl jmenován velitelem roty 21. čs. střeleckého pluku. V dubnu 1918 byl převelen k 22. čs. střeleckému pluku, kde setrval až do září 1918.
20. září 1918 nastupuje k československých legiím v Itálii a přebírá funkci velitele roty 31. čs. střeleckého pluku. S plukem se zúčastnil těžkých bojů proti Rakousko-Uherské armádě na italské frontě. Za zásluhy byl povýšen do hodnosti kapitána pěchoty.

### Ve službách republiky
Do Československa se vrátil v prosinci 1918. Spolu se svou jednotkou se zúčastnil války o Slovensko v bojích proti maďarské armádě.
V květnu 1919 by jmenován velitelem III. praporu 31. pěšího pluku. V srpnu 1919 byl povýšen do hodnosti majora.
31. prosince 1919 byl propuštěn z československých legií a na vlastní žádost v lednu 1920 byl přijat jako důstojník pěchoty do československé armády.
V březnu 1920 byl přidělen k pěšímu pluku č. 16, u kterého sloužil až do července 1927. V prosinci 1922 byl povýšen do hodnosti podplukovníka pěchoty.
V červenci 1927 přechází k pěšímu pluku č. 31. V únoru 1929 přijímá hodnost plukovníka pěchoty. Od pěšího pluku č. 31 je v říjnu 1932 převelen k pěšímu pluku č. 40, kde zastával do listopadu 1934 funkci zástupce velitele pluku.
V listopadu 1934 přijímá funkci velitele pěšího pluku č. 15 v Opavě. U pluku slouží až do září 1937, kdy přebírá velení elitního Hraničářského pluku č. 4 Hlučín.
Pluk byl speciálně postaven pro obsazení pásu československého pohraničního opevnění, chránícího průmyslové Ostravsko a Opavsko před útokem ze sousedního nacistického Německa.
Vzhledem k tragickým událostem v září 1938, kdy došlo k vypuknutí sudetoněmeckého povstání 12. září, vyhlášení všeobecné mobilizace 23. září a následnému přijetí důsledků Mnichovské dohody 29. září, byl pluk po stažení z okupovaného území 15. prosince 1938 rozpuštěn.

### Za okupace
Po rozpuštění pluku byl Jan Satorie převelen k velitelství 8. divize do Hranic, kde setrval až do německé okupace 15. března 1939.
Po odchodu z armády se odstěhoval s rodinou do Prahy, kde se aktivně zapojil do Obrany národa.
Z Londýna zajistil generál Sergej Ingr pro svého osobního přítele Satorieho odchod k zahraniční armádě. Akce byla zmařena omylem spojky, která místo něj kontaktovala jiného důstojníka stejného jména a hodnosti (Jan Satorie), který pokyn provedl a přes Polsko odplul do Francie a když na počátku srpna 1939 hlásil nástup služby u vojenské kanceláře při čs. vyslanectví v Paříži, generál Ingr netajil své zklamání.
Od zatčení gestapem v lednu 1941 byl až do dubna 1943 vězněn nejprve na Pankráci, v Opavě a nakonec v Ratiboři.
Po propuštění z vězení se znovu aktivně zapojil do odboje a v květnu 1945 bojoval proti německé armádě.

### V nové republice
20. května 1945 byl určen do funkce zatímního velitele 8. divize v Hranicích.
V srpnu 1945 byl povýšen do hodnosti brigádního generála.
V únoru 1946 byl vyzván k nucenému odchodu a v červnu 1946 odešel do výslužby.
Brigádní generál Jan Satorie zemřel v Ostravě 30. dubna 1949 a je pohřben na hřbitově v Ostravě-Zábřehu.

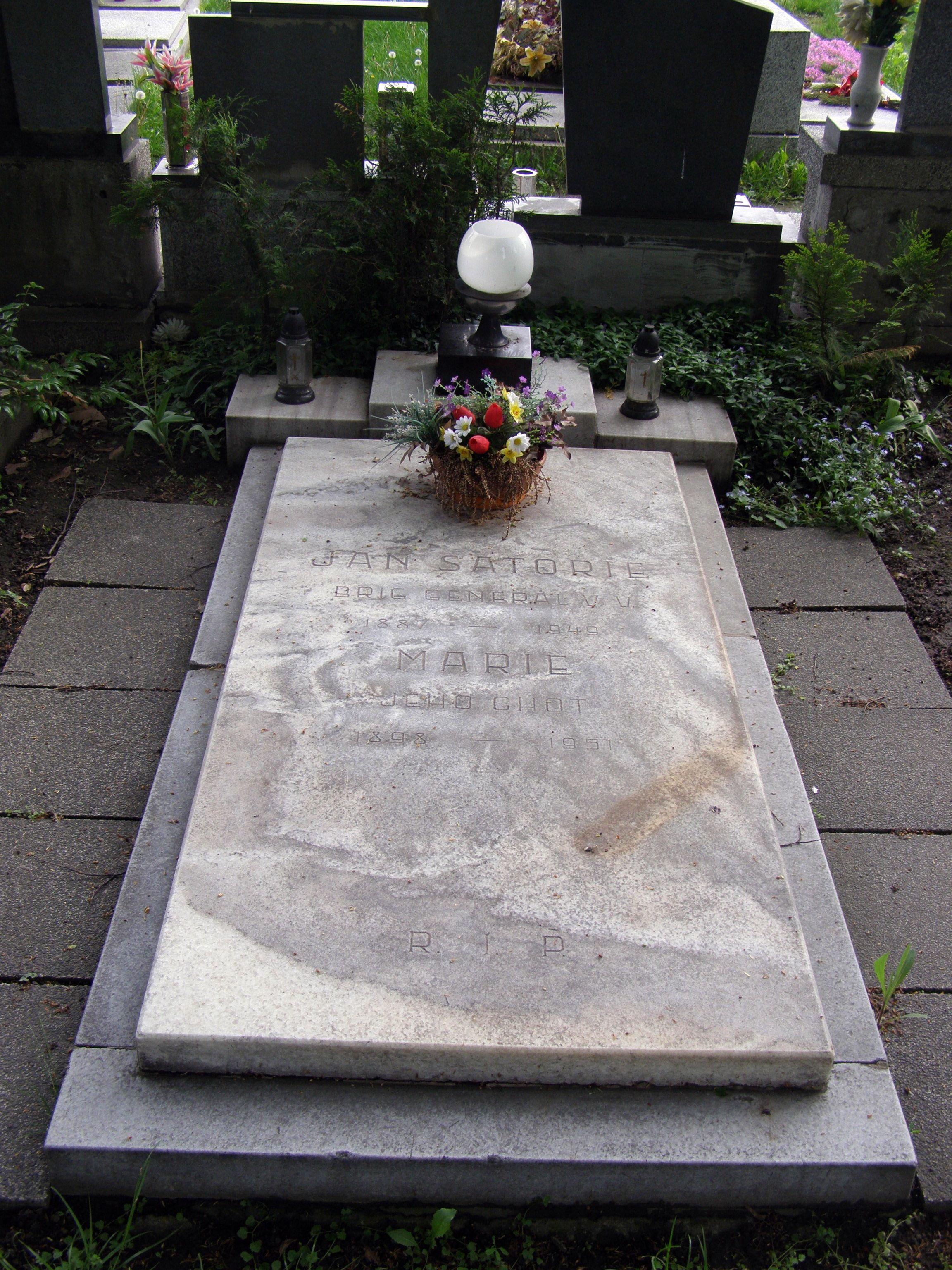
Hrob brigádního generála Jana Satorieho na hřbitově v Ostravě-Zábřehu

## Vyznamenání
- Řád republiky udělen 07.05.1955, ale jeho jmenovci (1894-1985)!!
- Řád sv. Stanislava , III. třída s meči a mašlí
- Řád znovuzrozeného Polska, kříž důstojníka
- Válečný kříž 1939-1945
- Československý válečný kříž 1914–1918
- Československá medaile Vítězství
- Československá revoluční medaile
- Československá medaile Za chrabrost před nepřítelem
- Československá vojenská medaile za zásluhy, I. stupeň
- Československý válečný kříž 1939
- Pamětní medaile československé armády v zahraničí, se štítkem Francie, Velká Británie a SSSR, udělena, ale jeho jmenovci (1894-1985)!
- Řád Slovenského národního povstání, I. třída, udělen, ale jeho jmenovci (1894-1985)!
- Československý vojenský řád Bílého lva „Za vítězství“, hvězda I. stupně udělen, ale jeho jmenovci (1894-1985)!
- Řád rudé zástavy, udělen, ale jeho jmenovci (1894-1985)!
- Řád 25. února, I. stupně, udělen, ale jeho jmenovci (1894-1985)!
- Řád Klementa Gottwalda udělen, ale jeho jmenovci (1894-1985)!!
- Řád britského impéria , III. třída (CBE)
- 1939-1945 Star[2] udělena, ale jeho jmenovci(1894-1985)!!
- Defence Medal[3] udělena, ale jeho jmenovci(1894-1985)!!
- Řád Suvorova, II. stupeň (1943-1991), udělen, ale jeho jmenovci(1894-1985)!!
- Medaile Za osvobození Prahy, udělena, ale jeho jmenovci(1894-1985)!!
- Medaile Za vítězství nad Německem ve Velké Vlastenecké válce 1941-1945[4], udělena, ale jeho jmenovci(1894-1985)!!
- Řád za vynikající službu